# بوزون غولدستون
في فيزياء الجسيمات وفيزياء المادة المكثفة ، يطلق اسم بوزونات غولدستون (بالإنجليزية: Goldstone bosons)‏ أو بوزونات نامبو-غولدستون (بالإنجليزية: GoldstoneNambu–bosons)‏ على البوزونات التي تظهر بالضرورة في النماذج التي يحدث بها إنكسار عفوي للتناظرات المستمرة. تم اكتشاف هذه من قبل البوزونات يويتشيرو نامبو في سياق نظرية بي.سي.أس الموصلية الفائقة، كما تم تعميمها لاحقا من قبل جيفري غولدستون، بطريقة منهجية في سياق نظرية الحقل الكمومي.
تتوافق هذه بوزونات عديدمة الغزل مع مولدات التناظر الداخلية المنكسرة بشكل عفوي، وتتميز بأعداد الكم الموافقة لها. وبالتالي، فإنها يمكن النظر إليها كإثارات للحقل في إتجاهات كسر تناظر زمرة الفضاء وتكون عديمة الكتلة إذا تم كسر التناظر بشكل عفوي ولكن دون كسر صريح له. ولكن إذا تم كسر التناظر بشكل صريح ووعفوي، فإن بوزونات نامبو-غولدستون لا تكون عديمة الكتلة، وإن بقيت عادة خفيفة نسبيا وتدعى في هذه الحالة بوزونات غولدستون الزائفة أوبوزونات نامبو-غولدستون الزائفة.

## مبرهنة غولدستون
تتعلق مبرهنة غولدستون بالتناظر المستمر الذي ينكسر عفويا. حيث تكون تياراته منحفظة، ولكن الحالة الأرضية ليست ثابتة تحت تأثير الشحنات الموافقة. من ثم تظهر بالضرورة جسيمات جديد عديمة الكتلة (أو خفيفة إذا لم يكن التناظر تاما) في طيف الإثارات المحتملة تسمى جسيم بوزون نامبو-غولدستون مقدار جسيم واحد لكل مولد من مولدات التناظر المنكسر الذي لا يحفظ الحالة الأرضية.
في النظريات التي تملك تناظر المقياس، يتم «التهام» بوزونات غولدستون من قبل بوزونات المقياس لتصبح هذه الأخيرة ذات كتلة حيث يتم إعطائها إستقطاب طولي الجديد من قبل بوزون غولدستون.

## أمثلة
- في السوائل، يمثل الفونون بوزون غولدستون الطولي الناتج عن الانكسار العفوي للتناظر الغاليلي. أما في المواد الصلبة، فإن الوضع أكثر يكون تعقيدا حيث نجد إضافة للفونونات الطولية الناتج عن الانكسار العفوي للتناظر الغاليلي، فونونات عرضية ناتجة عن الانكسار العفوي للتناظر الدوراني.
- في المغناطيسية، ينكسر التناظر الغاليلي الأصلي عفويا بحيث تكون المغنطة في اتجاه محدد. في هذه الحالة تكون بوزونات غولدستون جسيمات المغنون (بالإنجليزية: magnons)‏، وهي موجات الغزل حول اتجاه المغنطة الموضعي.
- جسيمات البيون هي بوزونات غولدستون الزائفة التي تنتج عن الانكسار العفوي لتناظرات الديناميكا اللونية الكمومية بسبب تكاثف ال كواركات تحت تأثير التفاعل القوي. يتم كسر هذه التناظرات بشكل صريحبسب كتلة الكواركات بحيث لا تكون البيونات عديمة الكتلة، ولكن كتلتها تبقى أصغر بكثير من كتل بقية الهادرونات.
- مكونات الاستقطاب الطولية بوزونات W و Z توافق بوزونات غولدستون للجزء النكسور من تلقاء أنفسهم من التناظر الكهروضعيف.